# إذا وفقط إذا
التطابق الاستلزامي أو إذا وفقط إذا هي وصلة منطقية ثنائية الشرط تستخدم في الرياضيات والفلسفة بين عبارتين. إن أي عبارتين ترتبطان بهذه الوصلة الثنائية تكونان بحيث أن صحة أي عبارة تتوقف على صحة العبارة الثانية، أي أن تكون العبارتان صحيحتان أو خاطئتان، أي أنها تعني «إذا» ولكن تعمل باتجاهين.
يرمز لها عادة بالترميز iff.
و تستتلزم لتحققها تحقق الطرفين معا أو إنفائهما معا اى ان كلا الطرفين ملزمان بعضهما بعضا.
يعبر عنها بالبوابة المنطقية XNOR

## تعريف
يكتب جدول الحقيقة لعبارة إذا وفقط إذا P {\displaystyle \leftrightarrow } Q كما يأتي:
| {\displaystyle P\leftrightarrow Q} | {\displaystyle P\leftarrow Q} | {\displaystyle P\rightarrow Q} | {\displaystyle P\land Q} | {\displaystyle \neg P\land \neg Q} | {\displaystyle Q} | {\displaystyle P} |
| ---------------------------------- | ----------------------------- | ------------------------------ | ------------------------ | ---------------------------------- | ----------------- | ----------------- |
| T                                  | T                             | T                              | F                        | T                                  | F                 | F                 |
| F                                  | F                             | T                              | F                        | F                                  | T                 | F                 |
| F                                  | T                             | F                              | F                        | F                                  | F                 | T                 |
| T                                  | T                             | T                              | T                        | F                                  | T                 | T                 |

تكافئ العبارة ما ينتج عن بوابة فصل إقصائي منفي وتعاكس ما ينتج عن بوابة الفصل الإقصائي.

## الاستخدام
تستخدم الرموز "↔", "⇔"، "≡", وأحياناً "iff" للتعبير عن عبارة إذا وفقط إذا.

## الفرق بين إذا، وفقط إذا، وإذا وفقط إذا
أمثلة:
- سيأكل أحمد التفاحة إذا كانت ناضجة (أي إن كانت التفاحة ناضجة سيأكلها أحمد)
- سيأكل أحمد التفاحة فقط إذا كانت ناضجة (أي إذا كان أحمد يأكل التفاحة فإنها حتماً ستكون ناضجة)
- سيأكل أحمد التفاحة إذا وفقط إذا كانت ناضجة (أي إذا كانت التفاحة ناضجة فإن أحمد سيأكلها، وإذا كان أحمد يأكل التفاحة فإنها ستكون ناضجة حتماً).